# A Beautiful Game
"A Beautiful Game" é uma canção gravada pelo cantor e compositor inglês Ed Sheeran para a série de televisão norte-americana Ted Lasso, transmitida pela Apple TV. O tema foi incluso na banda sonora da terceira temporada de Ted Lasso e lançado como um single promocional a 31 de Maio de 2023, sob distribuição das editoras discográficas Asylum e Atlantic. A música foi composta por Sheeran, Foy Vance e Max Martin, com este último ficando também encarregue da produção e arranjos com o auxílio de Oscar Görres.

## Antecedentes e lançamento
"A Beautiful Game" foi anunciada pela primeira vez a 15 de Julho de 2022 durante uma apresentação ao vivo de Sheeran na Arena Johan Cruijff em Amesterdão. O tema surgiu após Sheeran ter sido convidado a gravar uma canção para Ted Lasso. Tanto Sheeran quanto Max Martin e Foy Vance são fãs de Ted Lasso.

## Prémios e nomeações
"A Beautiful Game" venceu na categoria Melhor Música e Letra Originais na cerimónia dos prémios Emmy do horário nobre. Sheeran, que não se pôde fazer presente na cerimónia devido aos concertos da digressão +–=÷× na Ásia, expressou através das redes sociais que "não esperava vencer de todo."

## Créditos e pessoal
Os créditos seguintes foram adaptados do encarte do single "A Beautiful Game" (2023):
- Ed Sheeran — vocais principais, vocais de apoio, composição
- Mattias Bylund — arranjos de cordas, edição, sintetizadores de cordas, engenheiro de gravação de cordas
- Oscar Görres — produção e arranjos, arranjos de cordas, teclado, programação, baixo, bateria, guitarra, percussão, piano
- Max Martin — vocais de apoio, composição, produção e arranjos, teclado, programação, baixo
- David Bukovinszky — violoncelo
- Stephen Marsh — masterização
- Serban Ghenea — mistura
- Bryce Bordone — assistência de mistura
- Christa Miller — supervisão musical
- Erik Arvinder — violino
- Mattias Johansson — violino